# Фортунато, Джулиано
Джулиа́но Фортуна́то (итал. Giuliano Fortunato; 12 мая 1940, Тричезимо, Фриули-Венеция-Джулия — 23 сентября 2022, Тричезимо, Фриули-Венеция-Джулия) — итальянский футболист, играл на позиции нападающего.

## Биография

### Игровая карьера
Фортунато в начале футбольной карьеры играл за клубы «Про Гориция» и «Триестину». В 1961 году перешёл в «Ланеросси Виченцу», за которую дебютировал в Серии А 10 сентября 1961 года в матче с «Катанией» — «Виченца» выиграла матч со счётом 2:0 и Фортунато забил один из голов.
В 1962 году перешёл в «Милан» и в первом же сезоне в составе «россонери» стал обладателем Кубка европейских чемпионов, но в самом финале против «Бенфики» не играл. За «красно-чёрных» Фортунато играл в течение пяти сезонов и выиграл Кубок Италии в 1967 году.
По окончании сезона перешёл в «Лацио», в то время выступавший в Серии B. За пять сезонов в составе «Лацио» Фортунато играл и в Серии B и в Серии A, а также стал обладателем Кубка Альп в 1971 году. Завершил футбольную карьеру в «Лечче» в 1974 году, за которую играл два сезона.

### Смерть
Скончался 23 сентября 2022 года в возрасте 82 лет.

## Достижения
«Милан»
- Обладатель Кубка Италии (1): 1966/67
- Победитель Кубка европейских чемпионов (1): 1962/63

«Лацио»
- Чемпион Италии (Серия B) (1): 1968/69
- Обладатель Кубка Альп (1): 1971